# Arácnidos en la medicina
Al igual que algunas plantas e insectos, los arácnidos (clase Arachnida) se han utilizado durante miles de años en las prácticas médicas tradicionales. La reciente investigación científica sobre factores bioactivos naturales ha aumentado, lo que ha dado lugar a un renovado interés por los componentes del veneno de muchos animales. En 1993 se sintetizó la margatoxina a partir del veneno del Centruroides margaritatus, el escorpión de corteza centroamericano. Se trata de un péptido que inhibe selectivamente los canales de potasio dependientes de voltaje. Patentada por Merck, puede prevenir la hiperplasia neointimal, una causa frecuente de fallo de los injertos de baipás.
Además de los usos médicos de los compuestos defensivos de los arácnidos, recientemente se ha investigado mucho sobre la síntesis y el uso de la seda de araña como material de soporte para generar ligamentos. La seda de araña es ideal para sintetizar injertos médicos de piel o implantes de ligamentos porque es una de las fibras naturales más resistentes que se conocen y desencadena poca respuesta inmunitaria en los animales. Con la seda de araña también se pueden hacer suturas finas para coser nervios u ojos y que cicatricen poco. Los usos médicos de la seda de araña ya se han presentado anteriormente. La seda de araña se ha utilizado durante siglos para combatir infecciones y curar heridas. Se está intentando producir cantidades y calidades industriales de seda de araña en leche de cabra transgénica.

## Escorpiones psicoactivos
Según noticias recientes, el uso de escorpiones con fines psicoactivos es cada vez más popular en Asia. Se dice que los adictos a la heroína de Afganistán fuman escorpiones secos o usan picaduras de escorpión para drogarse cuando no disponen de heroína. El uso de escorpiones como droga psicoactiva produce un subidón instantáneo tan fuerte o más que la heroína. Sin embargo, hay poca información sobre los efectos a largo plazo del consumo de toxinas de escorpión. La «moda del aguijón de escorpión» también ha aumentado en la India con la disminución de la disponibilidad de otras drogas y alcohol para los jóvenes. Al parecer, los jóvenes acuden en masa a las carreteras donde pueden comprar aguijones de escorpión que, tras varios minutos de intenso dolor, supuestamente producen una sensación de bienestar de seis a ocho horas.

## Saliva de garrapata
La investigación médica moderna acaba de empezar a estudiar el potencial farmacológico de la saliva de los insectos hematófagos. Estos compuestos de la saliva de los insectos hematófagos pueden facilitar la alimentación sanguínea impidiendo la coagulación de las plaquetas alrededor de la herida y proporcionando protección contra la respuesta inmunitaria del organismo huésped. Se han asociado más de 1.280 familias de proteínas diferentes con la saliva de los organismos hematófagos. Esta diversa gama de compuestos puede incluir inhibidores de la agregación plaquetaria, ADP, ácido araquidónico, trombina y PAF; anticoagulantes; vasodilatadores y vasoconstrictores; antihistamínicos; anestésicos y otras sustancias funcionales.
En la actualidad, se han logrado algunos avances iniciales con la investigación de las propiedades terapéuticas del péptido anticoagulante de la garrapata (TAP) y del péptido  recombinante («Ixolaris») un inhibidor de la vía del factor tisular (TFPI) procedente de la glándula salival de la (garrapata de los ciervos). Además, se ha demostrado que Ixolaris, un inhibidor del factor tisular, bloquea el crecimiento de tumores primarios y la angiogénesis en un modelo de glioblastoma.  Actualmente no hay en el mercado ningún medicamento moderno desarrollado a partir de la saliva de insectos hematófagos.